# Oliveirinha
Oliveirinha est une paroisse civile portugaise (en portugais : freguesia) de la municipalité d'Aveiro et du district du même nom.

## Démographie
Lors du recensement de 2021, Oliveirinha compte 4 675 habitants.